# Material Adherence Experiment

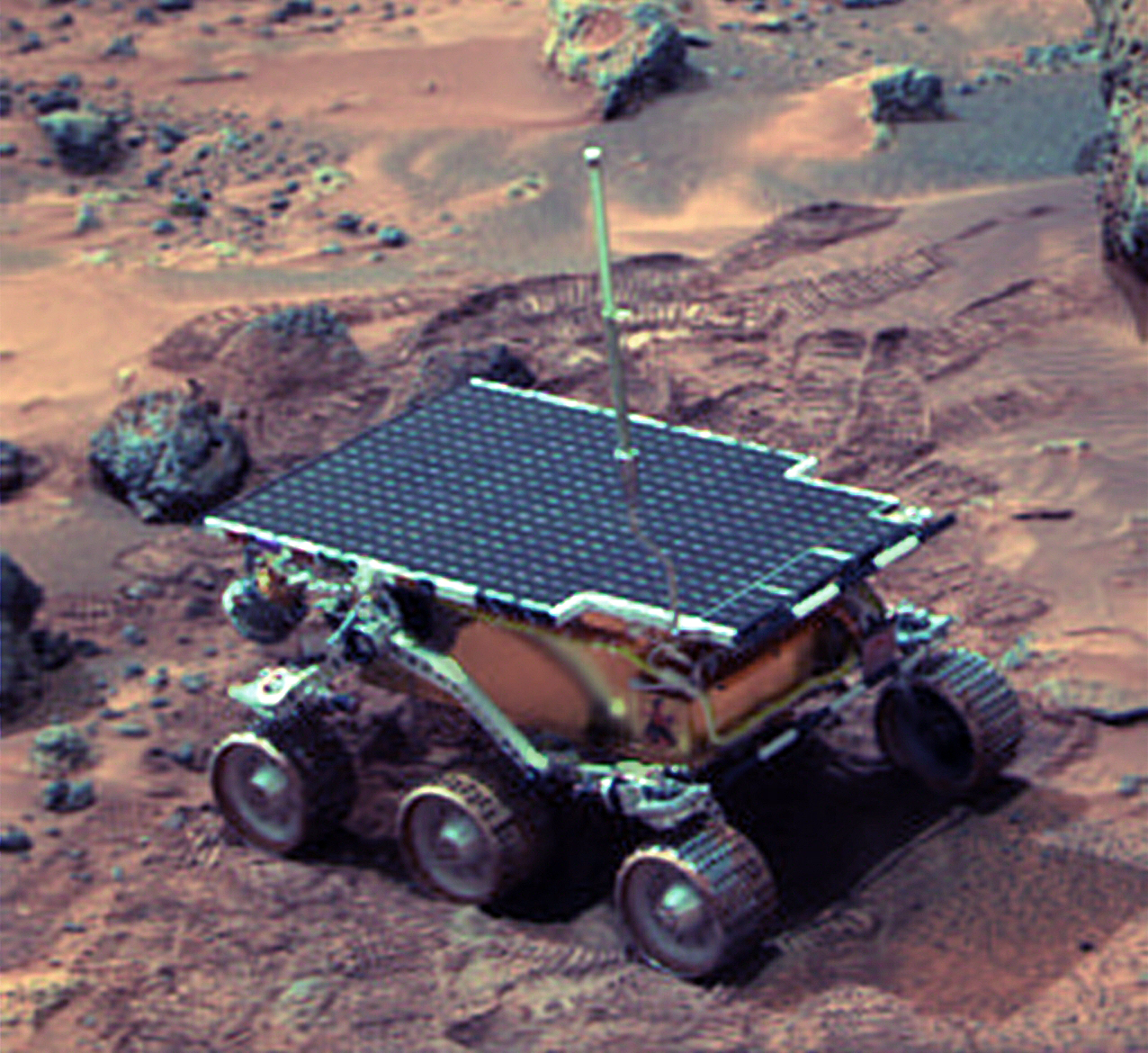
Il rover Sojourner su Marte.

Con Material Adherence Experiment (MAE) si indica un esperimento montato sul rover Sojourner e condotto su Marte nell'ambito della missione Mars Pathfinder, della NASA. Fu ideato per misurare l'accumulo giornaliero di polvere sul dorso del rover e la conseguente riduzione della capacità di conversione energetica dei pannelli fotovoltaici.
L'attrezzatura era stata sviluppata, costruita e successivamente diretta dal Glenn Research Center.

## Descrizione
L'atmosfera di Marte è ricca di polveri in sospensione e già nel corso delle missioni Viking se ne era osservato l'accumulo sulle superfici dei due lander. Mars Pathfinder è stata la prima missione ad atterrare sul pianeta rosso dopo le Viking e la prima a fare uso di celle fotovoltaiche quali generatori di energia elettrica sulla superficie del pianeta. Era previsto che la resa energetica dei pannelli solari montanti sulla sonda e sul rover avrebbe subito delle riduzione a causa dell'accumulo di polvere sulle superfici, tuttavia non era noto né quanta polvere si sarebbe depositata, né l'entità della riduzione in potenza elettrica disponibile. Per misurare tali quantità, fu ideato il Material Adherence Experiment presso il Glenn Research Center della NASA.

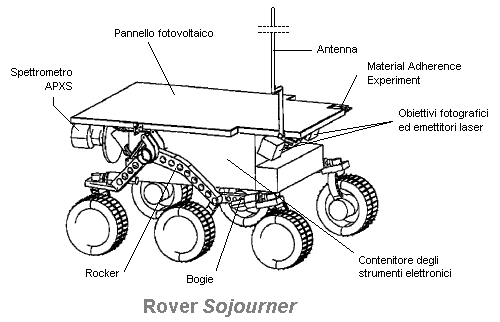
Schema del Sojourner: è indicata la posizione del Material Adherence Experiment.

Dalle informazioni disponibili, furono ipotizzate due possibili cause per l'adesione della polvere che sarebbe rimasta attaccata alle superfici metalliche in conseguenza dell'instaurarsi di legami di van der Waals o per adesione elettrostatica. Il verificarsi di un caso o dell'altro sarebbe dipeso dalle proprietà e dalle dimensioni dei grani di polvere e dalle proprietà delle superfici.
Il Material Adherence Experiment si componeva di due sensori: uno per la misura della resa energetica della cella fotovoltaica, l'altro per la misura della massa di polvere per unità di area.
Il primo sensore comprendeva una cella fotovoltaica di cui era misurata la resa energetica in prossimità del mezzogiorno locale. La cella era coperta da un vetro trasparente sul quale si depositava la polvere e che poteva essere rimosso a comando. Ad ogni sessione sperimentale, venivano compiute varie misurazioni, sia con il vetro in posizione, sia ruotato. Dal confronto era possibile dedurre di quanto la copertura della polvere avesse diminuito il rendimento della cella. Quest'ultimo era inoltre confrontato con quello di una seconda cella fotovoltaica, esposta all'ambiente marziano.

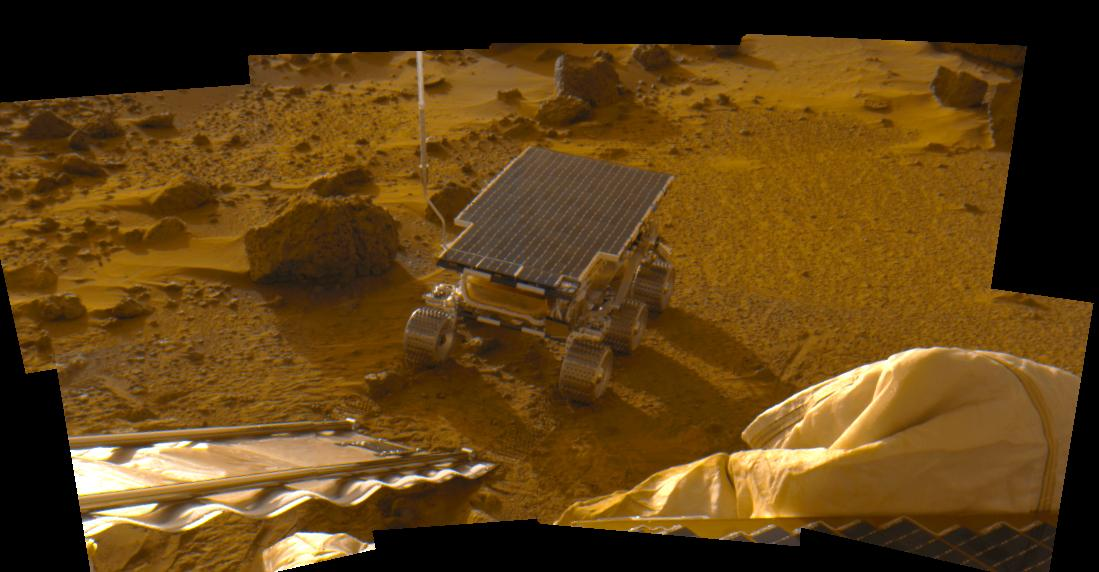
Il Sojourner sul suolo marziano nel secondo sol. (NASA)

Il movimento al vetro era imposto attraverso un materiale a memoria di forma: la posizione "aperta" poteva essere ottenuta facendo raggiungere all'elemento metallico una temperatura critica attraverso il riscaldamento ohmico. L'interruzione del passaggio di corrente avrebbe successivamente condotto al raffreddamento della lega ed al suo ritorno alla posizione originaria di copertura della cella fotovoltaica.
Il secondo sensore sfruttava un QCM per misurare il peso per unità di superficie della polvere depositatasi sul sensore stesso. Un QCM si compone di cristalli di quarzo risonanti, in questo caso disposti verticalmente, e la misura viene presa rilevando elettricamente il cambiamento nella frequenza di risonanza e correlando tale dato all'incremento nel peso del cristallo superiore (esposto all'ambiente marziano) indotto dall'accumulo della polvere. Quest'ultimo esperimento era condotto in simultanea all'altro e con le stesse modalità.
I due sensori (e l'elettronica che li comandava) pesavano nel complesso 65 g ed erano posizionati sull'angolo frontale sinistro del rover.

## Risultati
I risultati sono espressi in percentuale e possono essere letti sia come la riduzione percentuale del rendimento energetico delle celle fotovoltaiche, sia come l'oscuramento (o riduzione di trasparenza) del vetro che proteggeva la cella solare di riferimento.
Dopo l'atterraggio, fu misurata una riduzione di poco superiore al 2%. Si ritenne che la polvere responsabile fosse stata sollevata dagli airbag, durante la fase di sgonfiamento. L'apertura dei petali del lander ne rimosse la maggior parte e ciò fa supporre che quella prima polvere fosse costituita da particelle di grandi dimensioni, che si posarono ma non aderirono alle superfici del rover.
Nei giorni seguenti, fu registrato un tasso giornaliero pari allo 0,28% di riduzione del rendimento energetico, indipendente dal comportamento del rover - fermo o in movimento. Ciò suggerisce che la polvere che si depositava era in sospensione dall'atmosfera e non era stata, invece, sollevata dagli spostamenti del rover. Un tasso così elevato fu ritenuto preoccupante («inaccettabilmente alto») per successive missioni di lunga durata sulla superficie di Marte.